# 夸特尔热拉尔
夸特尔热拉尔是巴西米纳斯吉拉斯州的一个市镇。总面积555.534平方公里，总人口3200人，人口密度5.8人/平方公里。